# Ignazio Balbi
Ignazio Balbi (* um 1696 in Mailand; † nach 1777 vermutlich ebenda) war ein italienischer Komponist. 

## Leben
Über Balbis Leben ist wenig bekannt. Er stand wohl in den Diensten Kaiser Karls VI. und bezeichnete sich in der Komposition selbst als Dilettante. Die Lebensdaten entstammen einem Brief des italienischen Gelehrten Pietro Verri (1728–1797). 
Balbi war befreundet mit Alessandro Magnasco, Giovanni Lorenzo Somis und Johann Christian Bach.

## Werke (Auswahl)

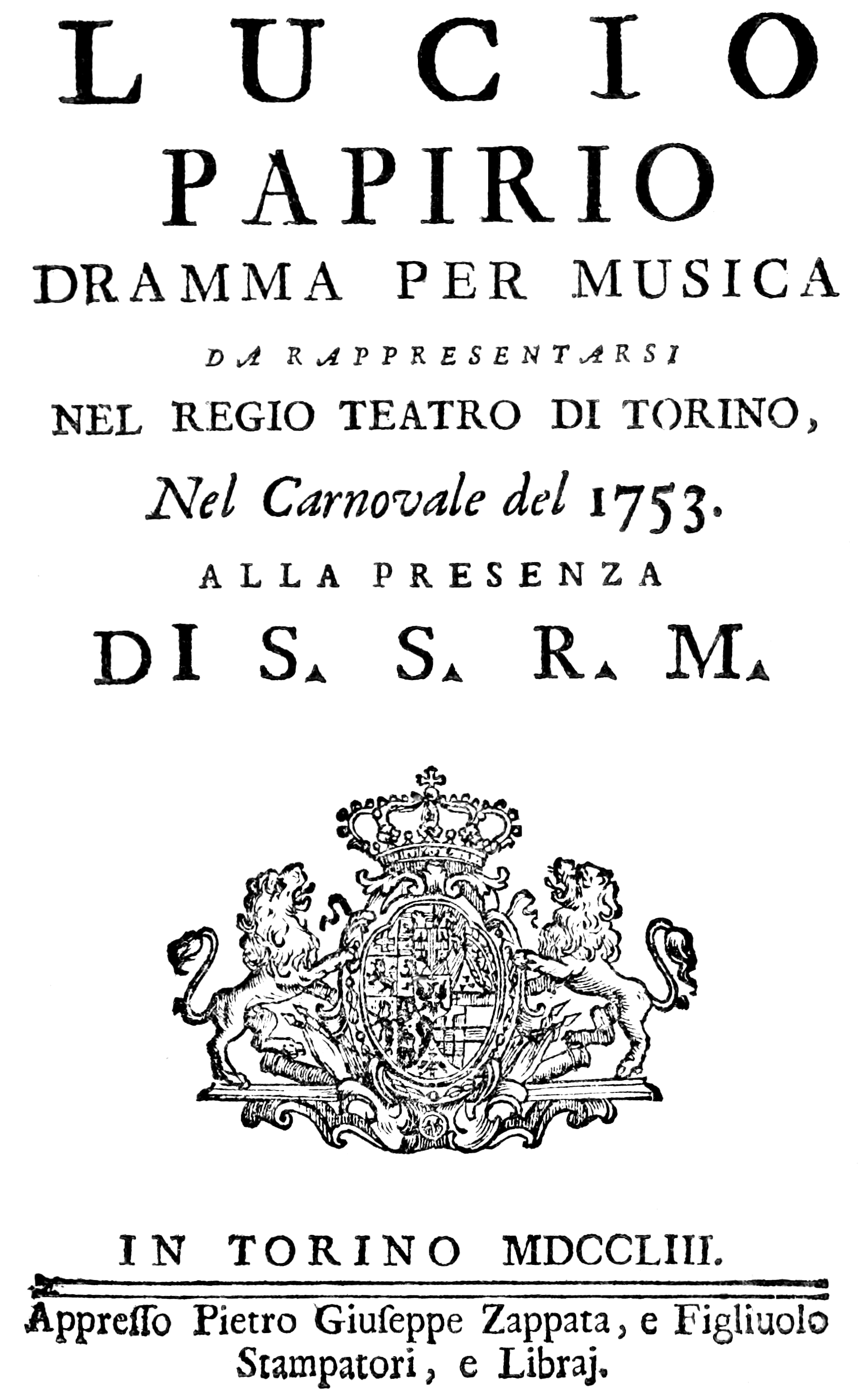
Lucio Papirio
Titelblatt des Librettos

### Oratorien
- Oratorio della Madonna de’ sette dolori, 1720 (Karl VI. gewidmet)
- La calunnia delusa, Mailand, 23. Mai 1724 (Gemeinschaftswerk)
- La necessità socorsa dal glorioso Santo di Padoa, Mailand, Chiesa di San Francesco, 21. Juni 1725 (Gemeinschaftswerk)
- Il martirio di San Giovanni Nepomuceno, Mailand, 1726 (Gemeinschaftswerk)
- La verità confessatasi da un’anima dannata, Mailand, 21. Juni 1729
- La Passione, Mailand, 7. März 1735

### Opern
- Lucio Papirio, Oper in drei Akten, Libretto von Apostolo Zeno, Turin, 26. Dezember 1752 (Leitung: Giovanni Battista Somis)
- Ciro in Armenia, Oper in drei Akten, Mailand, 26. Dezember 1753 (auch Maria Teresa Agnesi Pinottini zugeschrieben)